# Damalis felderi
Damalis felderi là một loài ruồi trong họ Asilidae. Damalis felderi được Schiner miêu tả năm 1867.